# Ugo VII di Lusignano
Ugo VII di Lusignano, detto il Bruno ("le Brun"). Hugues in francese, Hug in catalano, Hugo in spagnolo, in aragonese, in portoghese e in galiziano. Hugo anche in latino (1065  circa – 1151 circa), fu Signore di Lusignano dal 1110 circa alla sua morte.

## Biografia

### Infanzia

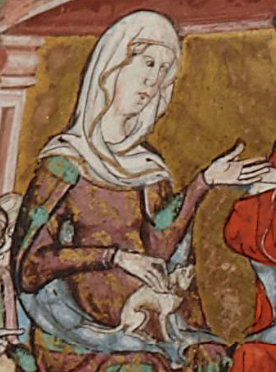
Almodis de La Marche in una miniatura del XIV secolo

Come conferma il documento n° 157, datato 1087, del Chartes de l'abbaye de Nouaillé de 678 à 1200, Ugo era figlio primogenito del sesto Signore di Lusignano, Ugo VI, detto il Diavolo (le Diable) e di Ildegarda di Thouars (quinto decennio del secolo XI-dopo il 1100), che, sempre secondo il documento n° 157 del Chartes de l'abbaye de Nouaillé de 678 à 1200, era figlia del visconte Amalrico di Thouars e della sua prima moglie, Armengarda di Mauléon.
Secondo il Chronicon sancti Maxentii Pictavensis, Chroniques des Eglises d'Anjou anno 1060 Ugo VI, detto il Diavolo (le Diable), era figlio primogenito del quinto Signore di Lusignano, Ugo V, detto il Pio (le Débonnaire) e di Almodis de La Marche, figlia di Bernardo I de la Marche (ca. 991- 16 giugno 1047) conte de la Marche e di Amelia de Rasés (? - † 1053). Il nome della madre, ripreso da un documento del 1053 ("Almodis comitissa, filia que es Amelie comitisse") è citato dallo storico José Enrique Ruiz Domenec nel suo libro Quan els vescomtes de Barcelona eren (Barcelona, 2006) a pag. 320 (ho consultato il libro, ma non sono riuscito a trovare alcun documento con la frase citata.

### Giovinezza
Ugo viene citato per la prima volta nel documento n° 145, datato tra il 1077 ed il 1091, del Chartes de l'abbaye de Nouaillé de 678 à 1200, in cui il padre Ugo VI consente ad una donazione assieme ai figli Ugo, detto Bruno e Rorgone (Ugone de Liziniaco et filiis eius Ugone videlicet Bruno atque Rorgone)
Come conferma il già citato documento n° 157, datato 1087, del Chartes de l'abbaye de Nouaillé de 678 à 1200, Ugo VI, prima della partenza per la Spagna, per combattere i Saraceni (Ugo Liziniacensis, pro remedio animae meae, contra Saracenos in Hispaniam iturus), fece una donazione col consenso della moglie Ildegarda ed i figli Ugo detto il Bruno e Rorgone (uxore mea Aldearde et filiis meis Ugone Bruno atque Rorgone){.

### Signore di Lusignano

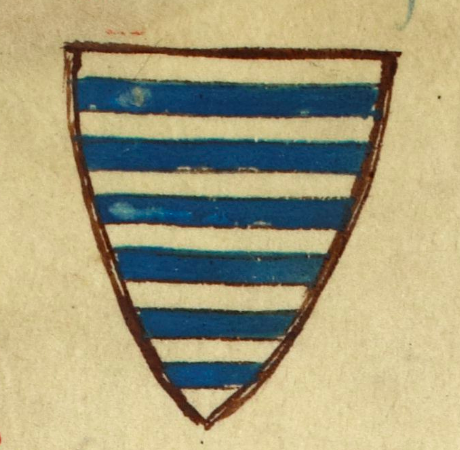
Lo stemma dei Lusignano nellHistoria anglorum

Secondo il Chronicon sancti Maxentii Pictavensis, Chroniques des Eglises d'Anjou anno 1110, Ugo VI il Diavolo morì proprio in quell'anno (1110).
 Come signore di Lusignano gli subentrò il figlio, anche lui di nome Ugo (Ugo VII detto il Bruno) e come  conferma anche il documento n° CCLXVIII del Chartes et documents pour servir à l'histoire de l'abbaye de Saint-Maixent, vol 1, datato 1118, in cui Ugo (Hugo Brunus de Liziniaco), in cui si riconosce vassallo del monastero di Saint-Maixent, assieme alla moglie, Sarracina, ed ai figli, Ugo e Guglielmo (uxore mea Sarracena et filiis meis Hugone et Guillelmo) .
Il già citato documento n° 197, di data imprecisata (tra il 1115 ed il 1140), del Chartes de l'abbaye de Nouaillé de 678 à 1200, riporta che Ugo VII il Bruno (Ugo Brunus), col consenso della moglie Sarracina e dei figli rinunciò ai suoi diritti su una proprietà, nei pressi di Fronteniacum in favore dell'abbazia di Nouaillé.
Verso il 1120, Ugo, assieme alla moglie e a tutti i figli (Ugo Brunus et uxor sua Sarracena infantesque illorum) fece una donazione alla chiesa di Saint-Cyprien, come ci conferma il documento n° 500 del Cartulaire de l'abbaye de Saint-Cyprien de Poitiers : (931-1155)].
In quel periodo, Ugo, tra il 1120 ed il 1135, assieme ad altri baroni partecipò alla difesa del castello di Montignac-Charente, messo sotto assedio dal Conte d'Angoulême, Vulgrin II, come riferisce la Historia Pontificum et Comitum Engolismensis, al capitolo XXXV.
Il documento n° CXXX, del 1143, del Cartulaire du chapitre Saint-Hilaire-le-Grand de Poitiers (non consultato) informa che Ugo VII il Bruno ed il figlio, Ugo rinunciarono ai diritti acquisiti (usurpati) sulla chiesa di Sant'Ilario di Poitiers (Église Saint-Hilaire le Grand); il documento è controfirmato anche dalla moglie di Ugo VII, Sarracina, dal figlio Guglielmo e dalla moglie di quest'ultimo, Denise.
L'anno successivo (1144), risulta dal documento n° XII del CHAMPOLLION-FIGEAC AIMÉ, Mémoires du Cardinal de Retz - Tome II (non consultato), che Ugo il Bruno, assieme ai suoi cinque figli maschi, fu perdonato per l'ingiustizia perpetrata ai danni della chiesa di San Pietro Pictavino de La Celle, nella contea di Poitiers; secondo lo storico americano, Sidney Painter, nel suo The Lords of Lusignan in the Eleventh and Twelfth Centuries, per evitare la scomunica Ugo ammise le sue colpe, fece penitenza e promise di saldare il suo debito, mentre i figli promisero sulla tomba della madre, Sarracina, di mantenere la promessa.

### Spedizione in Terra Santa

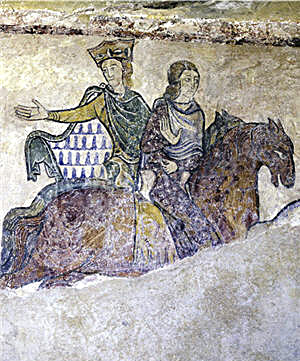
Eleonora d'Aquitania in un antico dipinto, a cavallo

Come suo padre si recò in Terra santa e, nel 1147, prese parte alla seconda crociata, al seguito del re di Francia Luigi VII e di Eleonora d'Aquitania, come conferma il capitolo X dalla Vie de Louis le Gros par Suger, suivie de l'Histoire du roi Louis VII (Paris) De Glorioso Rege Ludovico, Ludovici filio e pare abbia combattuto in Terra santa, tra il 1148 e il 1149.

### Ultimi anni e morte

La Francia alla morte di Ugo VII. Il castello dei Lusignano era nei dintorni della città di Poitiers.

Rientrato in Francia tra il 1149 e il 1150, Ugo il Bruno poco dopo morì, verso il 1151. Come signore di Lusignano gli subentrò il figlio primogenito, anche lui di nome Ugo.

## Discendenza
Ugo da Sarracina ebbe sei figli (oppure due dalla prima moglie e quattro da Sarracina):
- Ugo[12], detto il Vecchio (circa 1102 - † 1173), signore di Lusignano, come conferma il documento n° 214, datato 1152, del Chartes de l'abbaye de Nouaillé de 678 à 1200[19];
- Guglielmo[12] (circa 1105 - † dopo il 1144) (anno in cui assieme ai fratelli fu testimone di una donazione del padre Ugo VII il Bruno[16]), sposò Denise ( † dopo il 1143) di cui non si conoscono gli ascendenti, ma secondo il documento n° CXXX, del 1143, del Cartulaire du chapitre Saint-Hilaire-le-Grand de Poitiers era figlia di Sarracina[16];
- Simone ( † dopo il 1167 Anno in cui assieme ai fratelli fu testimone di una donazione del reggente della Signoria di Lusignano, Ugo il Bruno di Lusignano, figlio di Ugo VIII il Vecchio[20]), signore di Lezay[20];
- Rorgone ( † dopo il 1167 Anno in cui assieme ai fratelli fu testimone di una donazione del reggente della Signoria di Lusignano, Ugo il Bruno di Lusignano, figlio di Ugo VIII il Vecchio[20])
- Valeriano ( † dopo il 1167 Anno in cui assieme ai fratelli fu testimone di una donazione del reggente della Signoria di Lusignano, Ugo il Bruno di Lusignano, figlio di Ugo VIII il Vecchio[20])
- Amata. che sposò Guglielmo visconte di Thouars, come conferma la Chronica Albrici Monachi Trium Fontium[21].

## Ascendenza
|                      |   |                         | Genitori                 |  |  | Nonni |  |  | Bisnonni            |  |  | Trisnonni            |  |
|                      |   |                         |                          |  |  |       |  |  | Ugo IV di Lusignano |  |  | Ugo III di Lusignano |  |
|                      |   |                         |                          |  |  |       |  |  | Ugo IV di Lusignano |  |  | Ugo III di Lusignano |  |
|                      |   | Arsenda                 |                          |  |  |       |  |  | Ugo IV di Lusignano |  |  |                      |  |
| Ugo V di Lusignano   |   |                         |                          |  |  |       |  |  | Ugo IV di Lusignano |  |  |                      |  |
|                      |   | Adelarda                | …                        |  |  |       |  |  |                     |  |  |                      |  |
|                      |   | Adelarda                | …                        |  |  |       |  |  |                     |  |  |                      |  |
|                      |   | Adelarda                | …                        |  |  |       |  |  |                     |  |  |                      |  |
| Ugo VI di Lusignano  |   | Adelarda                |                          |  |  |       |  |  |                     |  |  |                      |  |
|                      |   | Bernardo I de La Marche | Adalberto I de La Marche |  |  |       |  |  |                     |  |  |                      |  |
|                      |   | Bernardo I de La Marche | Adalberto I de La Marche |  |  |       |  |  |                     |  |  |                      |  |
|                      |   | Bernardo I de La Marche | Almodia di Limoges       |  |  |       |  |  |                     |  |  |                      |  |
| Almodis de La Marche |   | Bernardo I de La Marche |                          |  |  |       |  |  |                     |  |  |                      |  |
|                      |   | Amelia de Rasés         | …                        |  |  |       |  |  |                     |  |  |                      |  |
|                      |   | Amelia de Rasés         | …                        |  |  |       |  |  |                     |  |  |                      |  |
|                      |   | Amelia de Rasés         | …                        |  |  |       |  |  |                     |  |  |                      |  |
| Ugo VII di Lusignano |   | Amelia de Rasés         |                          |  |  |       |  |  |                     |  |  |                      |  |
|                      | … | …                       |                          |  |  |       |  |  |                     |  |  |                      |  |
|                      | … | …                       |                          |  |  |       |  |  |                     |  |  |                      |  |
|                      | … | …                       |                          |  |  |       |  |  |                     |  |  |                      |  |
| Amaury IV de Thouars | … |                         |                          |  |  |       |  |  |                     |  |  |                      |  |
|                      |   | …                       | …                        |  |  |       |  |  |                     |  |  |                      |  |
|                      |   | …                       | …                        |  |  |       |  |  |                     |  |  |                      |  |
|                      |   | …                       | …                        |  |  |       |  |  |                     |  |  |                      |  |
| Ildegarda di Thouars |   | …                       |                          |  |  |       |  |  |                     |  |  |                      |  |
|                      |   | …                       | …                        |  |  |       |  |  |                     |  |  |                      |  |
|                      |   | …                       | …                        |  |  |       |  |  |                     |  |  |                      |  |
|                      |   | …                       | …                        |  |  |       |  |  |                     |  |  |                      |  |
| Amelina              |   | …                       |                          |  |  |       |  |  |                     |  |  |                      |  |
|                      |   | …                       | …                        |  |  |       |  |  |                     |  |  |                      |  |
|                      |   | …                       | …                        |  |  |       |  |  |                     |  |  |                      |  |
|                      |   | …                       | …                        |  |  |       |  |  |                     |  |  |                      |  |
|                      |   | …                       |                          |  |  |       |  |  |                     |  |  |                      |  |

### Fonti primarie
- (LA)  Chronicon sancti Maxentii Pictavensis, Chroniques des Eglises d'Anjou.
- (LA)  Cartulaire de l'abbaye de Saint-Cyprien de Poitiers : (931-1155).
- (LA)  Chartes et documents pour servir à l'histoire de l'abbaye de Saint-Maixent, vol 1.
- (LA)  Chartes de l'abbaye de Nouaillé de 678 à 1200
- (LA)  Historia Pontificum et Comitum Engolismensium
- (LA)  Vie de Louis le Gros / par Suger. suivie de l'Histoire du roi Louis VII
- (LA)  Monumenta Germaniae Historica, Scriptores, tomus XXIII
- (LA)  Ruiz-Domenèc, J. E. (2006) Quan els vescomtes de Barcelona eren (Barcelona) Archiviato il 20 dicembre 2014 in Internet Archive.

### Letteratura storiografica
- (EN)  The Lusignan family in the 11th & 12th centuries